# Giovanni Battista Zauli

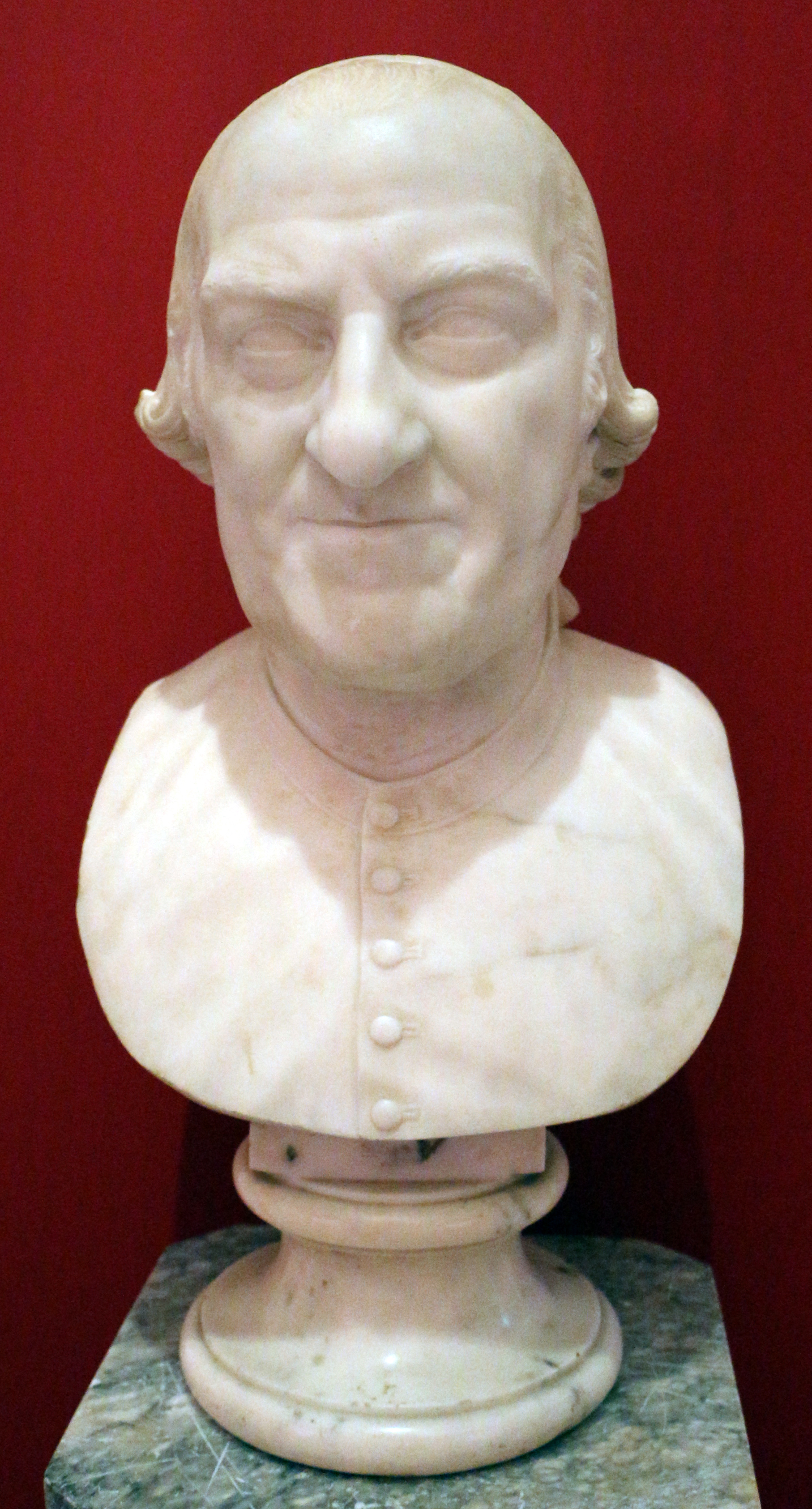
Giovanni Battista Zauli, Büste von 1818

Giovanni Battista Zauli (* 25. November 1743 in Faenza; † 21. Juli 1819 in Rom) war ein italienischer Geistlicher und Kardinal der Römischen Kirche.

## Leben
Giovanni Battista Zauli war ein Sohn des Grafen Rodolfo Zauli (1704–1786) und der aus Modena stammenden Anna Montecuccoli. Er entstammte einer alten Patrizierfamilie von Faenza, zu der u. a. der Rechtsgelehrte und Priester Giuseppe Maria Zauli und der frühere Bischof Domenico Zauli (1637–1722) gehörten. Sein älterer Bruder Francesco Antonio Zauli (1737–1816) heiratete die Gräfin Maria Naldi und brachte so umfangreichen Besitz in die Familie ein. Bereits früh entschied sich Giovanni Battista für den geistlichen Stand und ließ sich zum Ritter des Malteserordens schlagen.
Mit 41 Jahren trat Zauli am 27. Januar 1785 in die päpstliche Kurie ein, zunächst als Prälat und Referendar. In demselben Jahr empfing er die Priesterweihe. Er wurde Kanonist der Apostolischen Pönitentiarie, später Kanoniker von St. Peter und zweiter Assessor des Strafgerichts des Gouverneurs von Rom. Unter Papst Pius VI. war er zudem Ponent der Sacra Consulta und übernahm 1798 während der französischen Besatzung die Pflichten des Großpönitentiars. Infolge der napoleonischen Besetzung wurde er im Castel Sant’Angelo inhaftiert, später jedoch auf Anordnung Pius’ VII. erneut zum Datarius der Pönitentiarie ernannt und zum Sekretär der Kongregation für die Kirchliche Immunität berufen, Ämter, die er bis zu seiner Erhebung zum Kardinalat behielt.
Am 8. März 1816 erhob ihn Papst Pius VII. im Alter von 72 Jahren zum Kardinalpriester mit dem Titel Sant’Onofrio; gleichzeitig wurde er in die Kongregationen der Immunität, der Riten, der Bauhütte von St. Peter und des Buon Governo aufgenommen.
Giovanni Battista Zauli fand seine letzte Ruhe in seiner Titelkirche Sant’Onofrio.